# 4283 Stöffler
4283 Stöffler là một tiểu hành tinh vành đai chính với chu kỳ quỹ đạo là 1317.9074704 ngày (3.61 năm).
Nó được phát hiện ngày 23 tháng 1 năm 1988.